# Leonidas Polk
Leonidas Polk (10. april 1806 – 14. juni 1864) var en konfødereret general som engang var planter i Tennessee. Han var langt ude i familie med præsident James K. Polk. Han var biskop i den Episkopale kirke i Louisiana, og blev derfor kendt som "Den kæmpende biskop". Polk blev dræbt i kamp i 1864 under Atlanta kampagnen i den amerikanske borgerkrig.

## Tidlige år
Polk var født i Raleigh, North Carolina, i 1806, og han gik på i kort tid på Universitetet i North Carolina inden han blev optaget på West Point. I sit sidste år på militærakademiet sluttede han sig til den episkopale kirke. Polk blev nr. 8 i sin årgang af 28 kadetter den 1. juli 1827 og blev udnævnt til midlertidig sekondløjtnant i artilleriet. Han trådte ud af hæren den 1. december samme år for at kunne begynde på Virginia Theological Seminary. Han blev diakon i april 1830 og præst det følgende år. I 1830 giftede Polk sig også med Frances Ann Deveraux og blev assistent for biskop Richard Channing Moore i Richmond, Virginia.
I 1832 flyttede Polk sin familie til den store landbesiddelse Polks "Rattle and Snap" i Maury County i Tennessee og byggede et stort hjem i nyklassisk stil, som han kaldte "Ashwood Hall." Sammen med sine fire brødre i Maury County byggede han et familiekapel, St. John's Church, på Ashwood. Han virkede også som præst i St. Peter's Church i Columbia, Tennessee.
Han blev udpeget til missionsbiskop i Sydvesten i september 1838 og blev valgt til biskop over Louisiana i oktober 1841.
Biskop Polk var den førende grundlægger af University of the South i Sewanee, Tennessee den 9. oktober 1860, som han forestillede sig skulle blive til et nationalt universitet for Syden og den nye verdens parallel til Oxford og Cambridge i England. (I sit brev fra august 1856 til biskop Elliott, forklarede han motiverne bag Universitetets oprettelse i lyset af Sydens udtræden af Unionen. Polks idemæssige arv for Sewanee huskes altid gennem hans portræt sværd over præstekjolen som blev malet af Eliphalet F. Andrews i 1900. Efter at originalen blev vandaliseret i 1998 blev en kopi af Connie Erickson afsløret den 1. juni 2003.

## Borgerkrigen
Ved borgerkrigens udbrud trak Polk Louisiana ud af USA's episkopale kirke. Hans ven og tidligere værelseskammerat på West Point, Jefferson Davis, pressede Polk til at acceptere en post som generalmajor i Sydstaternes hær. Udnævnelsen kom den 25. juni 1861 og han fik ordre til at lede militærområde nr. 2, som var området mellem Mississippifloden og Tennesseefloden. Han begik en af de største fejltagelser i borgerkrigen ved at sende tropper af sted for at besætte Columbus i Kentucky, i september 1861. Kentucky havde erklæret sig neutral i konflikten, men Polk besættelse afsluttede denne neutralitet og staten kom hurtigt under Unionens kontrol.
Han organiserede Army of Mississippi og Første Korps (kendt som "Polks Korps") i Army of Tennessee. Polk designede et særligt kampflag til sine brigader: et blåt felt med et rødt St. Georgs kors hvori der var placeret 11 stjerner, som repræsenterede de Konfødererede Stater.
Polk første Første Korps i Albert Sidney Johnstons hær i Slaget ved Shiloh. Han blev forfremmet til Generalløjtnant den 10. oktober 1862.
Efter uoverensstemmelser med hærens nye øverstkommanderende, Braxton Bragg, blev Polk forflyttet til Mississippi og overtog senere ledelse af Militærområdet Alabama, Mississippi og østlige Louisiana. Braggs efterfølger, Joseph E. Johnston, beordrede Polk til at slutte sig til Army of Tennessee i Atlanta kampagnen.

### Død
Polk var den 14. juni 1864 i færd med at udspejde nogle fjendtlige stillinger sammen med sin stab da han blev dræbt af en 3 tommer Hotchkiss granat ved Pine Mountain nær Marietta i Georgia. Generalerne Hardee og Johnston foruden deres stabe var ved ham og gruppen tiltrak sig artilleriild. Den første granat ramte tæt ved, det næste endnu tættere og fik mændene til at spredes. Den tredje granat ramte Polks venstre, gik gennem hans bryst og ud ved hans højre arm og eksploderede mod et træ. Det skar Polk omtrent midtover.
Selv om han ikke klarede sig godt på slagmarken var Polk utrolig populær blandt sine tropper og hans død blev begrædt i Army of Tennessee. Polk blev begravet i Augusta, Georgia, men i 1945 blev han sammen med sin kone genbegravet i Christ Church Cathedral i New Orleans.
Polks nevø Lucius E. Polk var også general i Sydstatshæren.

## I erindringen
Fort Polk i Louisiana er opkaldt efter ham.

## Eksterne links
- Bush, Bryan S., "Confederate General Leonidas Polk and the collapse of the Confederate command structure in the Western Theater" Arkiveret 27. september 2007 hos  Wayback Machine, NU XI Student Historical Journal, Phi Alpha Theta History Honor Society, University of Louisville chapter, Fall 2004.
- The Leonidas Polk Registry Research Project Arkiveret 20. oktober 2020 hos  Wayback Machine
- Biografi på "Know Southern History"
- Biografi på "About North Georgia" Arkiveret 20. oktober 2008 hos  Wayback Machine
- University of the South artikel Arkiveret 12. maj 2008 hos  Wayback Machine, 3. juni, 2005
- CivilWarAlbum.com Arkiveret 17. maj 2008 hos  Wayback Machine — Historisk mindesten, monument og artikel.